# Filtration (probabilités)
En théorie des probabilités, une filtration est une famille de tribus dans l'ordre croissant et chaque prédécesseur est un sous-ensemble du successeur, c'est-à-dire
{\displaystyle {\mathcal {F}}_{s}\subseteq {\mathcal {F}}_{t},\;s\leq t}
pour les éléments de filtration {\displaystyle ({\mathcal {F}}_{t})_{t\in T}}.
Avec la filtration on modélise le flux d'informations. Chaque élément {\displaystyle {\mathcal {F}}_{t}} de la famille a l'information sur les événements qui étaient observables au temps {\displaystyle t}.

## Definition
Soient {\displaystyle (\Omega ,{\mathcal {F}},P)} un espace de probabilité et {\displaystyle T\subseteq \mathbb {R} _{\geq 0}}.
La famille {\displaystyle \mathbb {F} :=({\mathcal {F}}_{t})_{t\in T}} des sous-tribu {\displaystyle {\mathcal {F}}_{t}\subseteq {\mathcal {F}}} est une filtration si ordonnée par ordre croissant, cela signifie 
{\displaystyle {\mathcal {F}}_{s}\subseteq {\mathcal {F}}_{t}}
pour tout {\displaystyle s\leq t}.
{\displaystyle (\Omega ,{\mathcal {F}},\mathbb {F} ,P)} est un espace de probabilité filtré.

## Caractérisations de filtration

### Filtration naturelle
Soit {\displaystyle X=(X_{t})_{t\in T}} un processus stochastique. La filtration naturelle est {\displaystyle {\mathcal {F}}_{t}^{0}:=\sigma (X_{s},s\leq t)}. C'est la filtration minimale telle que {\displaystyle X} soit adapté.

### Filtration continue
Soit {\displaystyle \mathbb {F} :=({\mathcal {F}}_{t})_{t\in T}} une filtration. On définit
{\displaystyle {\mathcal {F}}_{t^{-}}:=\bigvee _{s<t}{\mathcal {F}}_{s}=\sigma \left(\bigcup \limits _{s<t}{\mathcal {F}}_{s}\right)\quad ,\quad {\mathcal {F}}_{t^{+}}:=\bigcap _{s>t}{\mathcal {F}}_{s},}
on a toujours
{\displaystyle {\mathcal {F}}_{t^{-}}\subseteq {\mathcal {F}}_{t}\subseteq {\mathcal {F}}_{t^{+}}}.
On définit 
{\displaystyle \mathbb {F} ^{-}:=({\mathcal {F}}_{t^{-}})_{t\in T},\qquad \mathbb {F} ^{+}:=({\mathcal {F}}_{t^{+}})_{t\in T}.}
- On appelle {\displaystyle \mathbb {F} } filtration continue à gauche, si

{\displaystyle \mathbb {F} =\mathbb {F} ^{-}}, c'est-à-dire {\displaystyle {\mathcal {F}}_{t}={\mathcal {F}}_{t^{-}}} pour tout {\displaystyle t\in T.}
- On appelle {\displaystyle \mathbb {F} } filtration continue à droite, si

{\displaystyle \mathbb {F} =\mathbb {F} ^{+}}, c'est-à-dire {\displaystyle {\mathcal {F}}_{t}={\mathcal {F}}_{t^{+}}} pour tout {\displaystyle t\in T.}
- On appelle {\displaystyle \mathbb {F} } filtration continue, si

{\displaystyle \mathbb {F} =\mathbb {F} ^{-}=\mathbb {F} ^{+}.}
On définit également
{\displaystyle {\mathcal {F}}_{\infty }:=\bigvee _{t\in T}{\mathcal {F}}_{t^{-}}=\bigvee _{t\in T}{\mathcal {F}}_{t}=\bigvee _{t\in T}{\mathcal {F}}_{t^{+}}.}

### Filtration augmentée
Pour un espace de probabilité {\displaystyle (\Omega ,{\mathcal {F}},P)} nous définissons l'ensemble {\displaystyle P}-négligeable
{\displaystyle {\mathcal {N}}=\{A\subset \Omega :{\text{ il y a un }}B\in {\mathcal {F}}{\text{ avec }}A\subset B{\text{ et }}P(B)=0\}.}
La filtration {\displaystyle {\widehat {\mathbb {F} }}=({\hat {\mathcal {F}}}_{t})_{t\in T}} avec
{\displaystyle {\hat {\mathcal {F}}}_{t}:=\sigma ({\mathcal {F}}_{t}\cup {\mathcal {N}})}
est appelé filtration augmentée.

### Conditions habituelles
Pour un espace de probabilité filtré {\displaystyle (\Omega ,{\mathcal {F}},\mathbb {F} ,P)} on dit que les conditions usuelles sont satisfaites si {\displaystyle \mathbb {F} } est continue à droite et contient tout l'ensemble négligeable, c'est-à-dire
{\displaystyle \mathbb {F} =\mathbb {F} _{t+}={\widehat {\mathbb {F} }}.}